# Edouard Jacques Guillaume Everts
Edouard Jacques Guillaume Everts (Ámsterdam, 1849 - Ámsterdam, 1932) fue un entomólogo neerlandés. Estudió entomología en la Universidad de Ámsterdam. 
En 1872, en Leiden, recibió su licenciatura en historia natural. Y obtuvo su doctorado en Erlangen; siendo nombrado, en 1874, profesor HBS en La Haya. Everts se sintió atraído por el estudio de la entomología a temprana edad; y, logró adquirir una posición de liderazgo en esa ciencia. Muchas fueron sus investigaciones en esa área, especialmente sobre la fauna de escarabajos. Publicó la obra estándar Coleoptera neerlandica (en 2 v. de La Haya, 1898-1903), donde se describen 3163 especies nativas. En 1922, apareció una Parte Suplementaria, y después de eso varias investigaciones en el Tijdschrift y en el Entomologische Berichten. Sus colecciones casi completas de Coleoptera fueron donadas por él al Rijks Museum voor Nat. Historia de Leiden.

## Algunas publicaciones
- 1873. "Édouard+Jacques+Guillaume+Everts"&hl=es&sa=X&ved=0ahUKEwj7jeuu97TYAhUHWpAKHQMqApEQ6AEIJTAA#v=onepage&q&f=false Untersuchungen an Vorticella nebulifera (Investigaciones sobre Vorticella nebulifera), 32 p. Editor Wilhelm Engelmann, National Library of the Netherlands.

- 1875. "Édouard+Jacques+Guillaume+Everts"&hl=es&sa=X&ved=0ahUKEwj7jeuu97TYAhUHWpAKHQMqApEQ6AEILTAB#v=onepage&q&f=false Lijst der i Nederland voorkomende schildvleugelige insecten (Coleoptera) (Lista de los insectos alados comunes de los Países Bajos (Coleoptera) Editor M. Nijhoff, 116 p.

- 1903. Coleoptera Neerlandica: de schildvleugelige insecten van Nederland en het aangrenzend gebied (los insectos alados de los Países Bajos y el área adyacente), v. 4. Editor Martinus Nijhoff, National Library of the Netherlands.

## Abreviatura (zoología)
La abreviatura Everts  se emplea para indicar a Edouard Jacques Guillaume Everts como autoridad en la descripción y taxonomía en zoología.